# Lijst van rijksmonumenten in Middenbeemster
De plaats Middenbeemster telt 66 inschrijvingen in het rijksmonumentenregister. Hieronder een overzicht.
| Object | Oorspronkelijke functie?  | Bouwjaar                                                                    | Architect | Locatie                     | Coördinaten?                  | Nr.?   | Afbeelding                                                       |
| --- | ------------------------- | --------------------------------------------------------------------------- | --------- | --------------------------- | ----------------------------- | ------ | ---------------------------------------------------------------- |
| Eenvoudig bakstenen huis onder dwars schilddak. Houten achterbouw eveneens onder dwars schilddak. Voorgevel gepleisterd                                                                   | Woonhuis                  | 1867                                                                        |           | Rijperweg 61                | 52° 32' 56" NB, 4° 54' 34" OL | 21323  | Meer afbeeldingen                                                |
| Voormalige pastorie | Kerkelijke dienstwoning   | 1880                                                                        |           | Middenweg 181               | 52° 32' 50" NB, 4° 54' 43" OL | 511328 | Voormalige pastorie                                              |
| Koetshuis | Opslag                    | 1880                                                                        |           | Middenweg bij 181           | 52° 32' 50" NB, 4° 54' 43" OL | 511329 | Koetshuis                                                        |
| Ingangspartij op boogbrug | Erfscheiding              | 1880                                                                        |           | Middenweg bij 181           | 52° 32' 50" NB, 4° 54' 42" OL | 511330 | Meer afbeeldingen                                                |
| Woonhuis | Woonhuis                  | 1880                                                                        |           | Middenweg 183               | 52° 32' 49" NB, 4° 54' 41" OL | 511332 | Meer afbeeldingen                                                |
| Westerhem: boerderij | Woonhuis                  | 1877                                                                        |           | Middenweg 185               | 52° 32' 48" NB, 4° 54' 40" OL | 511335 | Westerhem: boerderij                                             |
| Westerhem: stolpschuur | Boerderij                 | 1877                                                                        |           | Middenweg bij 185           | 52° 32' 48" NB, 4° 54' 40" OL | 511336 | Meer afbeeldingen                                                |
| Middelwijk | Dienstwoning              | 1880                                                                        |           | Schoolstraat 9              | 52° 32' 51" NB, 4° 54' 42" OL | 511360 | Middelwijk                                                       |
| Volgerwijck | Boerderij                 | 1875                                                                        |           | Volgerweg 36                | 52° 31' 43" NB, 4° 55' 7" OL  | 511366 | Meer afbeeldingen                                                |
| Kosterij | Dienstwoning              | 1880                                                                        |           | Middenweg 176               | 52° 32' 51" NB, 4° 54' 45" OL | 511369 | Meer afbeeldingen                                                |
| Alheidahoeve | Boerderij                 | 17e of 18e eeuw                                                             |           | Hobrederweg 26              | 52° 33' 28" NB, 4° 56' 56" OL | 8793   | Meer afbeeldingen                                                |
| De Nachtegaal | Industrie- en poldermolen | mogelijk 1704                                                               |           | Hobrederweg 4               | 52° 33' 52" NB, 4° 55' 8" OL  | 8794   | Meer afbeeldingen                                                |
| Hoogerlust | Boerderij                 | eerste helft 19e eeuw gevelsteen (1774) laatste helft 18e eeuw (hekpijlers) |           | Jisperweg 103               | 52° 33' 50" NB, 4° 53' 33" OL | 8796   | Meer afbeeldingen                                                |
| Kerkzigt | Boerderij                 | eerste kwart 19e eeuw                                                       |           | Jisperweg 109               | 52° 33' 43" NB, 4° 53' 29" OL | 8797   | Meer afbeeldingen                                                |
| Gemetselde boogbrug met balustrade, voorzien van ijzeren balusters | Brug                      | eerste helft 19e eeuw                                                       |           | Middenweg tussen 183 en 185 | 52° 32' 49" NB, 4° 54' 41" OL | 8798   | Meer afbeeldingen                                                |
| Doopsgezinde vermaning | Kerk en kerkonderdeel     | 1784                                                                        |           | Middenweg 86                | 52° 33' 51" NB, 4° 55' 20" OL | 8799   | Meer afbeeldingen                                                |
| Duysburch | Boerderij                 | 1629                                                                        |           | Middenweg 103               | 52° 33' 24" NB, 4° 55' 2" OL  | 8800   | Meer afbeeldingen                                                |
| Houten stelphoeve met rieten dak | Boerderij                 | 18e eeuw                                                                    |           | Middenweg 105               | 52° 33' 21" NB, 4° 54' 60" OL | 8801   | Houten stelphoeve met rieten dak                                 |
| Eenvoudig breed huis van hout met bakstenen gevel, onder dwars schilddak | Woonhuis                  |                                                                             |           | Middenweg 139               | 52° 32' 58" NB, 4° 54' 47" OL | 8802   | Meer afbeeldingen                                                |
| Café | Horeca                    | 1892                                                                        |           | Middenweg 165               | 52° 32' 56" NB, 4° 54' 46" OL | 8803   | Meer afbeeldingen                                                |
| Houten huis onder dwars zadeldak, gepleisterde gevel met winkelpui | Woonhuis                  |                                                                             |           | Middenweg 167               | 52° 32' 55" NB, 4° 54' 45" OL | 8804   | Meer afbeeldingen                                                |
| Houten huis onder dwars zadeldak, gepleisterde gevel met portiek | Woonhuis                  |                                                                             |           | Middenweg 169               | 52° 32' 55" NB, 4° 54' 45" OL | 8805   | Meer afbeeldingen                                                |
| Laag bakstenen huis met houten topgevel | Werk-woonhuis             |                                                                             |           | Middenweg 171               | 52° 32' 54" NB, 4° 54' 45" OL | 8806   | Meer afbeeldingen                                                |
| Travalje, d.i. een stellage voor een hoefsmederij, met pannendak | Dierenverblijf            | 1744                                                                        |           | Middenweg bij 171           | 52° 32' 56" NB, 4° 54' 46" OL | 8807   | Travalje, d.i. een stellage voor een hoefsmederij, met pannendak |
| Grotendeels houten huis onder zadeldak | Woonhuis                  |                                                                             |           | Middenweg 173               | 52° 32' 53" NB, 4° 54' 44" OL | 8808   | Meer afbeeldingen                                                |
| Stelphoeve | Boerderij                 | 19e eeuw                                                                    |           | Middenweg 189               | 52° 32' 36" NB, 4° 54' 34" OL | 8810   | Meer afbeeldingen                                                |
| Klein Bijenkorf | Boerderij                 | 18e/19e eeuw                                                                |           | Middenweg 193               | 52° 32' 11" NB, 4° 54' 18" OL | 8811   | Meer afbeeldingen                                                |
| Stelphoeve | Boerderij                 | eerste kwart 19e eeuw                                                       |           | Middenweg 112               | 52° 33' 8" NB, 4° 54' 51" OL  | 8812   | Meer afbeeldingen                                                |
| Eenvoudig bakstenen huis onder schilddak, gevel gepleisterd | Woonhuis                  |                                                                             |           | Middenweg 126               | 52° 32' 59" NB, 4° 54' 50" OL | 8813   | Meer afbeeldingen                                                |
| Eenvoudig huis onder zadeldak, gevel gepleisterd, houten zijtoppen | Woonhuis                  |                                                                             |           | Middenweg 130               | 52° 32' 58" NB, 4° 54' 50" OL | 8814   | Meer afbeeldingen                                                |
| Eenvoudig huis onder zadeldak, houten zijtoppen | Woonhuis                  |                                                                             |           | Middenweg 138               | 52° 32' 56" NB, 4° 54' 48" OL | 8816   | Meer afbeeldingen                                                |
| Eenvoudig huis onder zadeldak | Woonhuis                  |                                                                             |           | Middenweg 140               | 52° 32' 55" NB, 4° 54' 48" OL | 8817   | Eenvoudig huis onder zadeldak                                    |
| Hervormde kerk | Kerk en kerkonderdeel     | 1618-1626                                                                   |           | Middenweg 148               | 52° 32' 52" NB, 4° 54' 50" OL | 8818   | Meer afbeeldingen                                                |
| Bakstenen pand onder schilddak, brandweergarage | Overheidsgebouw           | tweede helft 19e eeuw                                                       |           | Middenweg 150               | 52° 32' 52" NB, 4° 54' 47" OL | 8819   | Meer afbeeldingen                                                |
| Bakstenen huisje onder dwars schilddak | Woonhuis                  |                                                                             |           | Middenweg 154               | 52° 32' 51" NB, 4° 54' 47" OL | 8820   | Meer afbeeldingen                                                |
| Geheel houten huisje onder zadeldak | Woonhuis                  |                                                                             |           | Middenweg 156               | 52° 32' 51" NB, 4° 54' 47" OL | 8821   | Meer afbeeldingen                                                |
| Museum Betje Wolff (voormalige Hervormde pastorie) | Woonhuis                  | 1666                                                                        |           | Middenweg 178               | 52° 32' 50" NB, 4° 54' 45" OL | 8822   | Meer afbeeldingen                                                |
| Deels houten stelphoeve | Boerderij                 | 19e eeuw                                                                    |           | Middenweg 190               | 52° 32' 31" NB, 4° 54' 30" OL | 8823   | Meer afbeeldingen                                                |
| IJzeren poorthek met ijzeren railing | Erfscheiding              | eerste kwart 19e eeuw                                                       |           | Middenweg 192               | 52° 32' 19" NB, 4° 54' 21" OL | 8824   | IJzeren poorthek met ijzeren railing                             |
| De Lepelaar | Boerderij                 | 1683 (gevelsteen)                                                           |           | Middenweg 194               | 52° 32' 8" NB, 4° 54' 16" OL  | 8825   | Meer afbeeldingen                                                |
| Boerderij De Eenhoorn | Boerderij                 | 1682 (cartouche)                                                            |           | Middenweg 196               | 52° 31' 60" NB, 4° 54' 11" OL | 8826   | Meer afbeeldingen                                                |
| Broedersbouw | Boerderij                 | 1742                                                                        |           | Oostdijk 13                 | 52° 33' 16" NB, 4° 58' 33" OL | 8827   | Meer afbeeldingen                                                |
| 't Zaanse Huisje | Woonhuis                  | eerste kwart 19e eeuw                                                       |           | Oosthuizerweg 25            | 52° 35' 8" NB, 4° 54' 20" OL  | 8828   | Meer afbeeldingen                                                |
| Eenvoudig bakstenen huis onder dwars schilddak bekroond met 2 schoorstenen | Woonhuis                  |                                                                             |           | Rijperweg 59                | 52° 32' 56" NB, 4° 54' 33" OL | 8829   | Meer afbeeldingen                                                |
| Eenvoudig huis onder dwars zadeldak | Woonhuis                  | 19e eeuw                                                                    |           | Rijperweg 67                | 52° 32' 55" NB, 4° 54' 36" OL | 8830   | Eenvoudig huis onder dwars zadeldak                              |
| Houten huis onder zadeldak | Woonhuis                  | ca. 1900                                                                    |           | Rijperweg 71                | 52° 32' 55" NB, 4° 54' 37" OL | 8832   | Houten huis onder zadeldak                                       |
| Het Heerenhuis | Horeca                    | 1826                                                                        |           | Rijperweg 83                | 52° 32' 54" NB, 4° 54' 40" OL | 8833   | Meer afbeeldingen                                                |
| Houten huis onder dwars zadeldak, bakstenen voorgevel | Woonhuis                  |                                                                             |           | Rijperweg 85                | 52° 32' 53" NB, 4° 54' 41" OL | 8834   | Meer afbeeldingen                                                |
| Houten huis onder dwars schilddak met achtertop, bakstenen voorgevel | Woonhuis                  |                                                                             |           | Rijperweg 87                | 52° 32' 53" NB, 4° 54' 42" OL | 8835   | Meer afbeeldingen                                                |
| Houten huis onder dwars schilddak, voorgevel in baksteen | Woonhuis                  |                                                                             |           | Rijperweg 89                | 52° 32' 53" NB, 4° 54' 42" OL | 8836   | Meer afbeeldingen                                                |
| Geheel houten huis onder zadeldak | Woonhuis                  |                                                                             |           | Rijperweg 91                | 52° 32' 53" NB, 4° 54' 43" OL | 8837   | Geheel houten huis onder zadeldak                                |
| Geheel houten huis onder zadeldak, topgevel vooruitspringend op geprofileerde lijst | Woonhuis                  |                                                                             |           | Rijperweg 95                | 52° 32' 53" NB, 4° 54' 43" OL | 8838   | Meer afbeeldingen                                                |
| Boerderij onder hoog schilddak, gepleisterde gevel, dwars achterhuis onder zadeldak met houten toppen, fraai erf waarop aan de westzijde klein, ten dele houten, schuurtje onder zadeldak | Boerderij                 |                                                                             |           | Rijperweg 40                | 52° 33' 0" NB, 4° 54' 26" OL  | 8839   | Meer afbeeldingen                                                |
| Bakstenen huis | Werk-woonhuis             |                                                                             |           | Rijperweg 66                | 52° 32' 55" NB, 4° 54' 42" OL | 8840   | Bakstenen huis                                                   |
| Grotendeels houten stelphoeve | Boerderij                 |                                                                             |           | Volgerweg 1                 | 52° 32' 36" NB, 4° 51' 16" OL | 8841   | Meer afbeeldingen                                                |
| Rustenhoven | Boerderij                 | 17e-18e eeuw                                                                |           | Volgerweg 25                | 52° 31' 55" NB, 4° 54' 13" OL | 8842   | Meer afbeeldingen                                                |
| Deels houten stelphoeve | Boerderij                 |                                                                             |           | Volgerweg 27                | 52° 31' 55" NB, 4° 54' 23" OL | 8843   | Meer afbeeldingen                                                |
| Vredeveld | Boerderij                 | tweede helft 19e eeuw                                                       |           | Volgerweg 59                | 52° 31' 35" NB, 4° 55' 54" OL | 8844   | Meer afbeeldingen                                                |
| Zwaansvliet: bakstenen boogbrug met bakstenen hekpijlers | Tuin, park en plantsoen   |                                                                             |           | Volgerweg 83                | 52° 32' 5" NB, 4° 56' 5" OL   | 8845   | Meer afbeeldingen                                                |
| Het Heerenhuis | Boerderij                 | 19e eeuw                                                                    |           | Volgerweg 26                | 52° 31' 57" NB, 4° 54' 18" OL | 8846   | Meer afbeeldingen                                                |
| Bakstenen boogbrug en met leeuwen bekroonde bakstenen hekpijlers | Brug                      | 17e eeuw                                                                    |           | Volgerweg 36                | 52° 31' 41" NB, 4° 55' 4" OL  | 8847   | Bakstenen boogbrug en met leeuwen bekroonde bakstenen hekpijlers |
| Sonnevanck | Boerderij                 | ca. 1860                                                                    |           | Volgerweg 41                | 52° 31' 43" NB, 4° 55' 22" OL | 8848   | Meer afbeeldingen                                                |
| Vrederust | Boerderij                 | 17e-19e eeuw                                                                |           | Volgerweg 42                | 52° 31' 39" NB, 4° 55' 21" OL | 8849   | Meer afbeeldingen                                                |
| Bakstenen stelphoeve met achterwaarts uitgebouwd bedrijfsgedeelte | Boerderij                 | eerste helft 19e eeuw                                                       |           | Volgerweg 46                | 52° 31' 39" NB, 4° 55' 34" OL | 8851   | Meer afbeeldingen                                                |
| Poortugal | Boerderij                 | 1780 (cartouche)                                                            |           | Westdijk 6                  | 52° 36' 5" NB, 4° 53' 59" OL  | 8852   | Meer afbeeldingen                                                |
| Buitenplaats Vredenburg | Dienstwoning              |                                                                             |           |                             | 52° 31' 2" NB, 4° 55' 49" OL  | 8853   | Upload foto                                                      |